# 大龍鰧
大龍鰧是條鰭魚綱鱸形目龍鰧科龍鰧屬一個種。為大西洋東北部歐洲與北非的魚類。

## 命名
本魚由瑞典生物學家卡尔·林奈於1758年命名，為龍鰧屬的模式物種。
其種小名（羅馬化：drákōn）意為「龍」、「蛇」，因其有毒刺而得名。

## 分布
本魚分布於大西洋東部，從地中海到黑海，從歐洲挪威到北非摩洛哥、馬德拉群島到加納利群島。酉非的毛利塔尼亞也有出沒報告。所在國包括阿爾巴尼亞、阿爾及利亞、比利時、保加利亞、克羅埃西亞、賽普勒斯、丹麥、埃及、法國、喬治亞、德國、直布羅陀、希臘、根西、愛爾蘭、以色列、義大利、澤西、黎巴嫩、利比亞、馬爾他、茅利塔尼亞、摩納哥、蒙特內哥羅、摩洛哥、荷蘭、挪威、葡萄牙（馬德拉群島）、羅馬尼亞、俄羅斯聯邦、塞爾維亞、斯洛維尼亞、西班牙（加那利群島）、瑞典、阿拉伯敘利亞共和國、突尼西亞、土耳其、烏克蘭、英國、西撒哈拉。
本魚為溫帶魚種，分布範圍從北緯66度到北緯27度、西經19度到東經42度。本魚為底棲魚，棲息深度1到150公尺，通常在1到30公尺之間。

## 形態
本魚為中型魚，體長可達53公分，通常在25公分左右，有記錄最重1.9公斤。本魚體形延長。長度6倍於高度，其體色上部泛綠，有黄白色斜紋，兩眼前面各有2-3枚小刺。鱗片上有暗色斑紋，前背鰭為黑色具有毒刺。

## 生態
本魚棲息深度從數公尺到150公尺不等，棲息於沙質、泥質或砂礫質的海底，會隱身於泥沙中，僅雙眼及背鰭第一枚棘外露，每到晚上就會出來游動，並且浮游。通常是夜行性，主食為小魚及甲殼類。
卵和魚苗皆浮游，每年6月到8月為本魚的繁殖季節，浮游卵直徑1公釐。

## 經濟利用
本魚為食用魚，有低度的經濟捕撈，也是水族館觀賞魚、遊釣魚。魚種可鮮食可冷食，可煎煮、燒烤、水煮、烘烤。有少許漁業捕撈，為遊釣魚、水族館觀賞魚等。

## 風險管理
本魚的背棘、鰓蓋棘有毒腺，被刺傷會引起劇烈疼痛，其疼痛可以持續好几天，且傷口有感染風險。
在當地，因本魚會藏在淺水泥沙中，常有海灘遊客下水誤踩本魚而被刺傷。而漁夫則是在用手處理網中漁獲時容易誤抓本魚而被刺傷。
對於被刺傷患的緊急處理，醫護的建議是可以先將受傷的手脚浸泡在40-42°C的溫水中舒緩疼痛，清洗傷口後去醫療設施處理，醫生一般會給予抗生素、止痛藥乃至破傷風預防等治療措施。

## 保護現狀
基於本魚在原生地分布範圍廣泛，數量豐富，而且不斷再生，國際自然保護聯盟於2014年評估本魚為無危物種，無論如何，目前也註明「需要更新」。